# Heinz Schlauch
Heinz Schlauch (Gera, 13 de noviembre de 1915-Baja Renania, 21 de febrero de 1945) fue un deportista alemán que compitió en natación. Ganó una medalla de oro en el Campeonato Europeo de Natación de 1938 en la prueba de 100 m espalda.

## Palmarés internacional
| Campeonato Europeo | Campeonato Europeo    | Campeonato Europeo | Campeonato Europeo |
| Año                | Lugar                 | Medalla            | Prueba             |
| ------------------ | --------------------- | ------------------ | ------------------ |
| 1938               | Londres (Reino Unido) | Medalla de oro     | 100 m espalda      |